# Jorsale

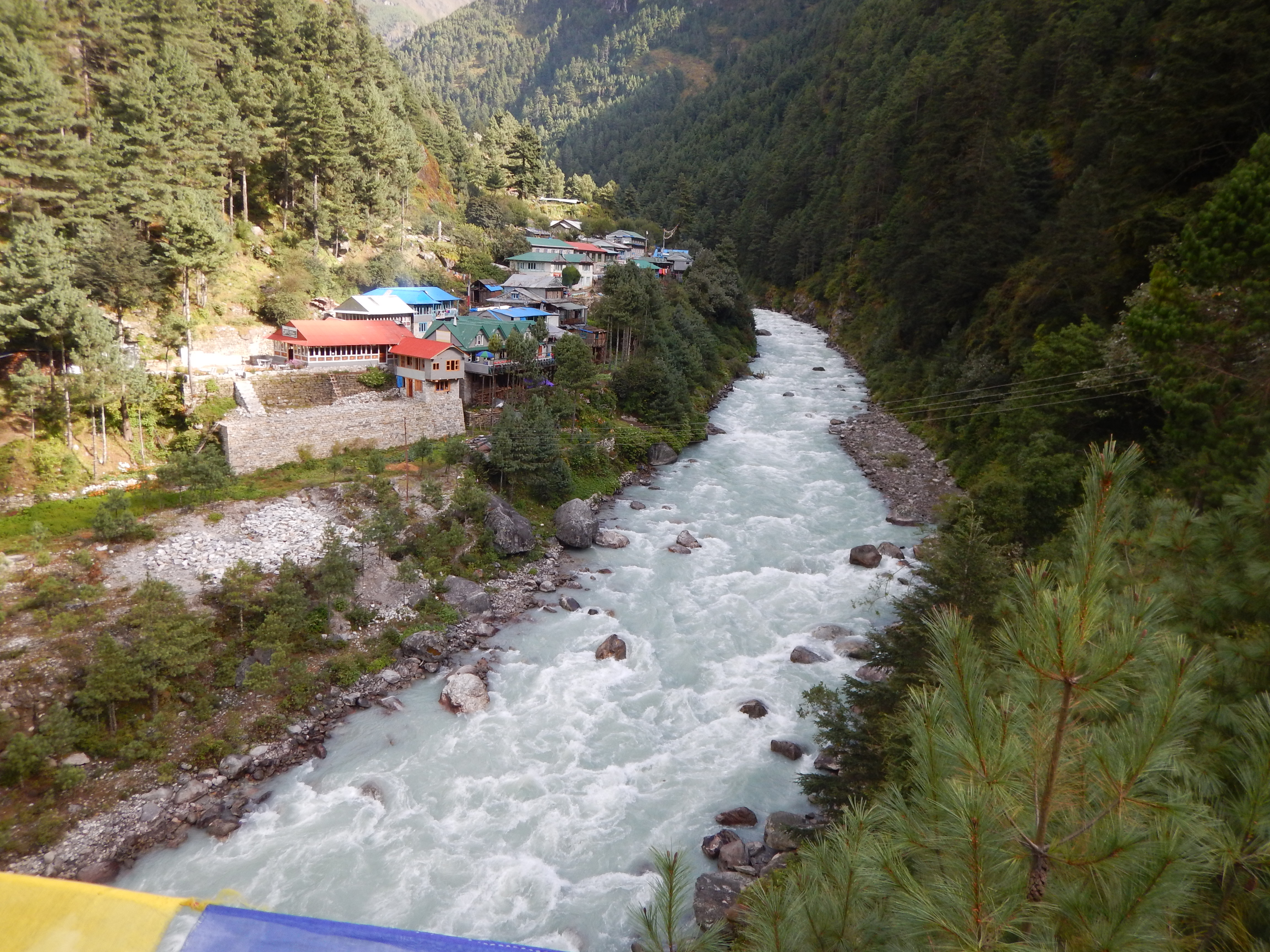
O vilarejo de Jorsale e o rio Duth Kosi.

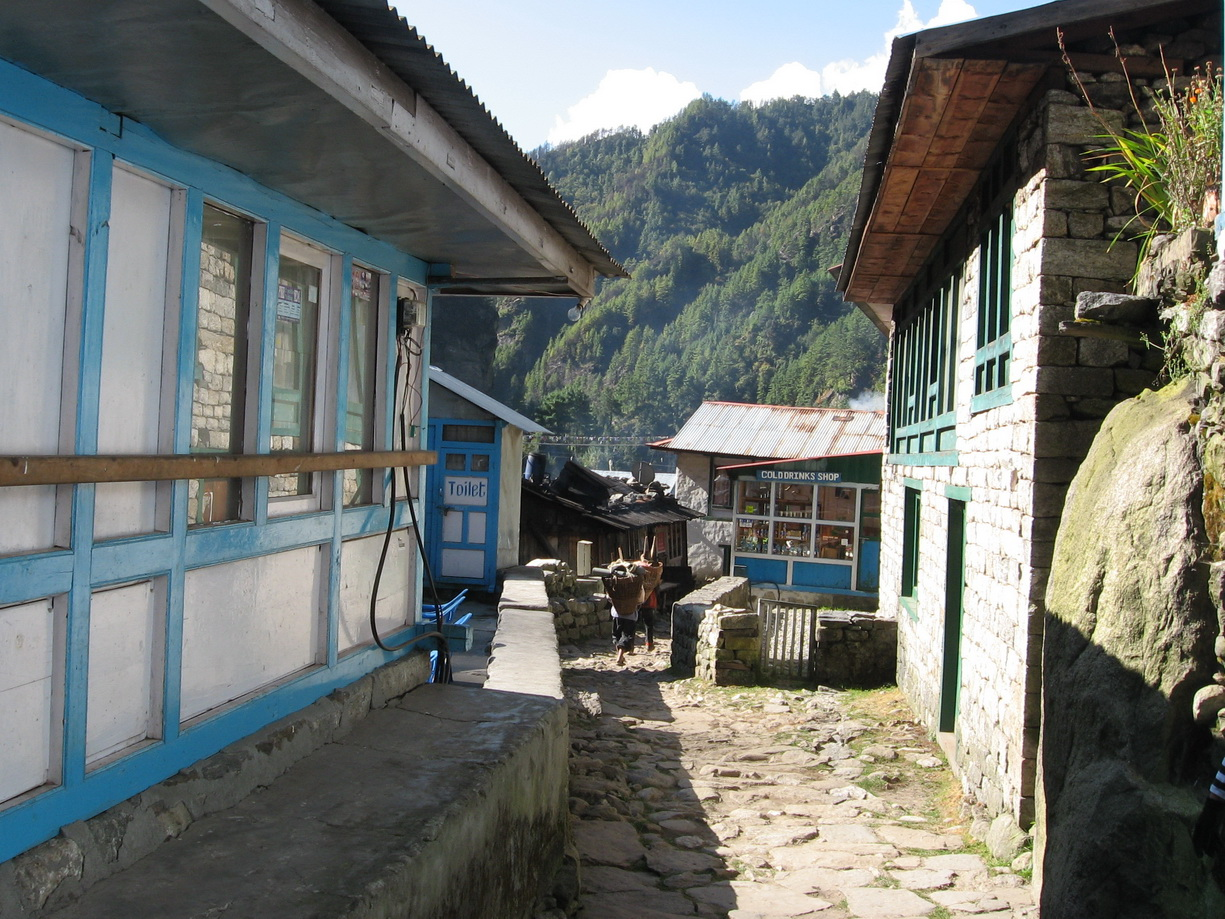
Rua principal de Jorsale

 Jorsale  é uma pequeno vilarejo na região do Khumbu, no  Nepal. Encontra-se ao norte de Monjo e ao sul de Namche Bazaar, na margem direita do rio Duth Kosi, a uma altitude de 2.740 m.
A trilha inicia em Lukla e Jorsale é o último povoado antes de Namche Bazaar, o principal ponto de parada para os montanhistas em seu caminho para o Monte Everest, no Parque Nacional de Sagarmatha, através dos caminhos que passam por Gokyo ou Tengboche. O parque é classificado pela UNESCO como  Património Mundial da Humanidade desde 1979.
A função principal do vilarejo é apoiar a indústria do turismo e, como tal, consiste de uma série de pousadas e uma padaria.